# 南雷蒂亞山脈

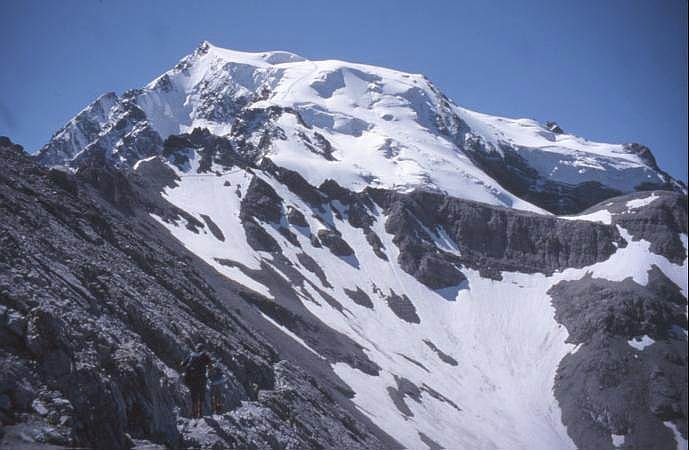

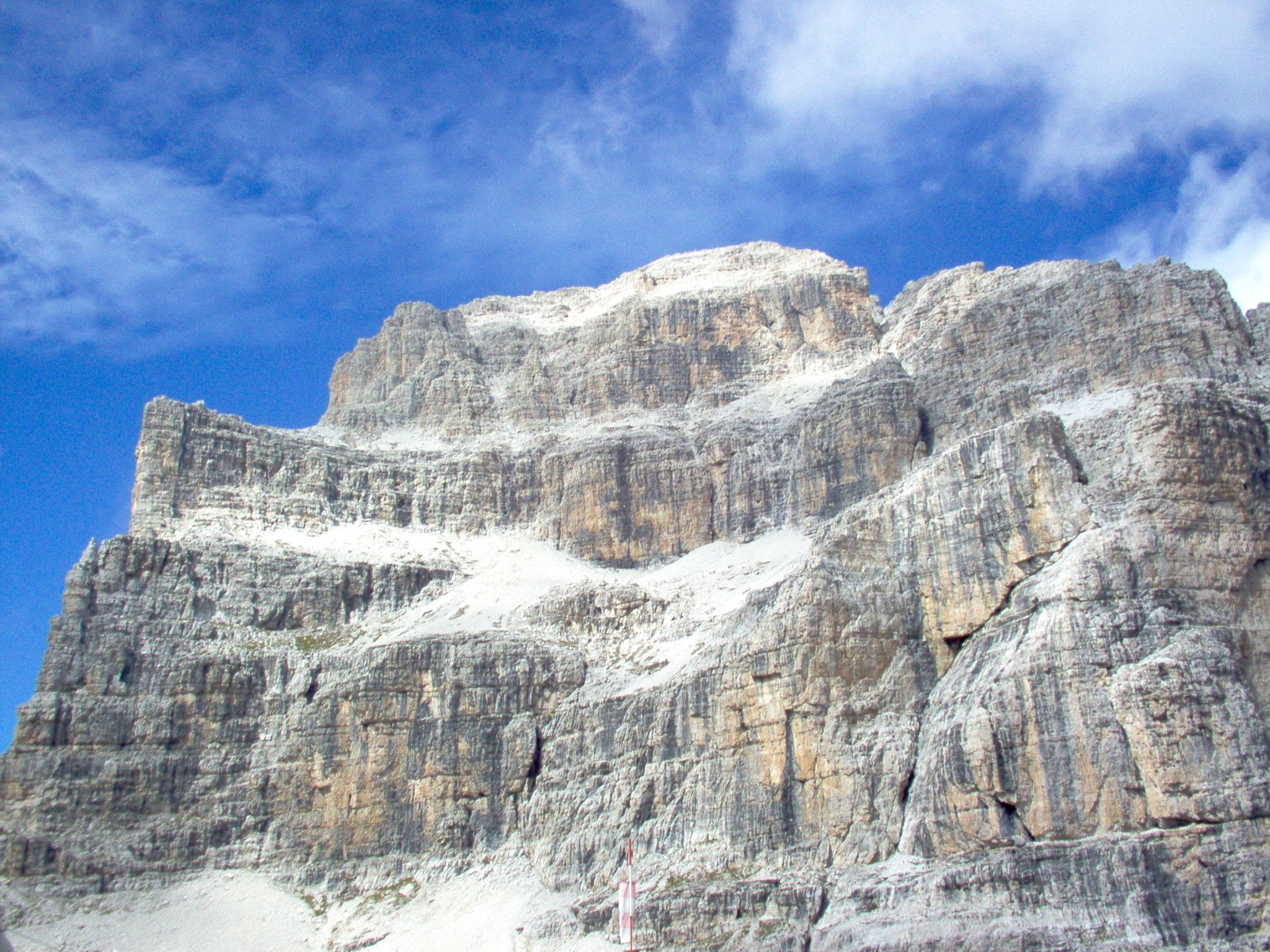

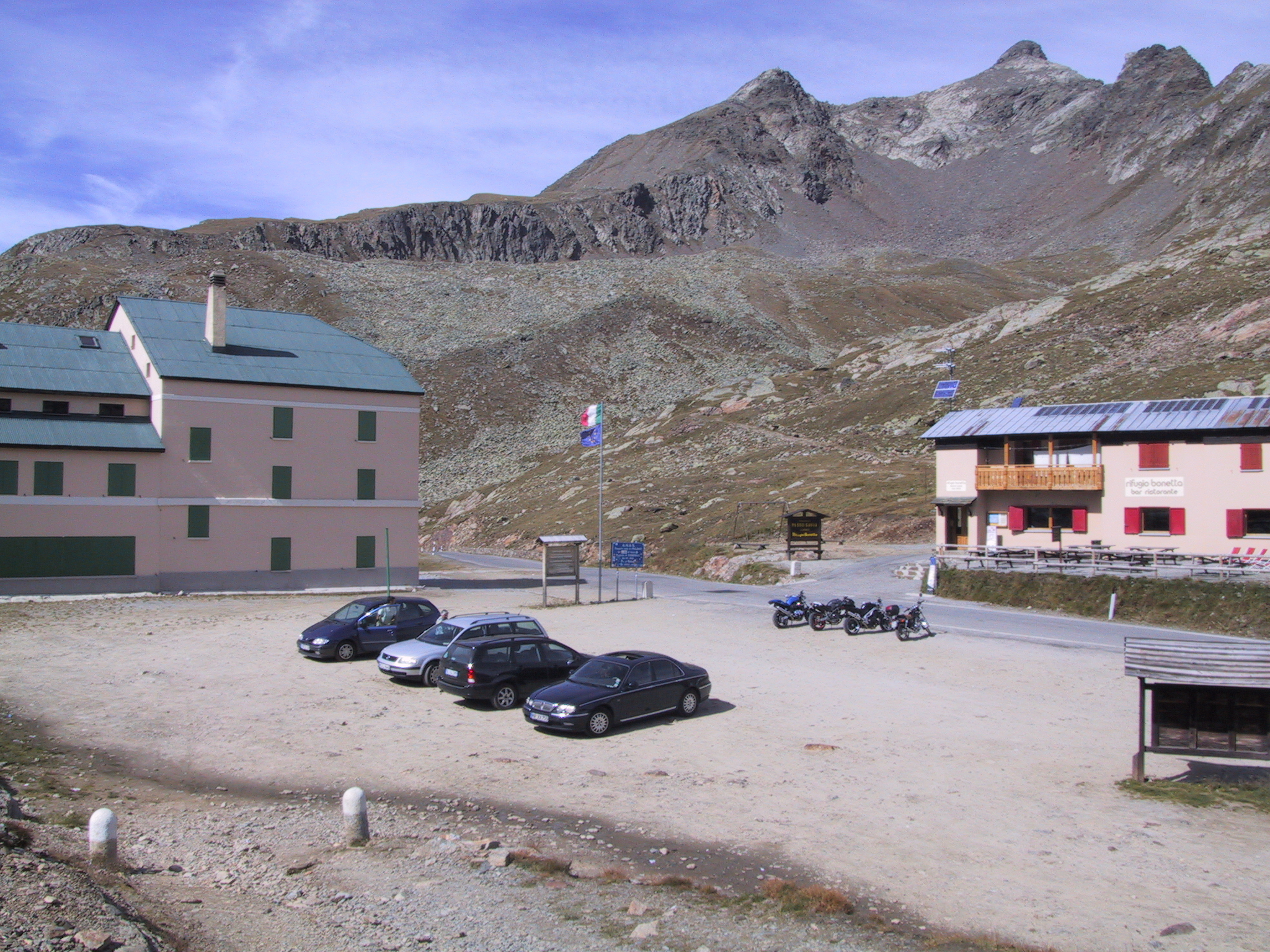

南雷蒂亞山脈（德語：Südliche Rätische Alpen）是意大利的山脈，是南石灰岩山脉的一部分，橫跨特倫蒂諾-上阿迪傑和倫巴底，最高點海拔高度3,905米。

## 外部連結
- Italian official cartography (Istituto Geografico Militare - IGM); on-line version: www.pcn.minambiente.it（页面存档备份，存于）